# Ēdole
Ēdole är en ort i Lettland.   Den ligger i kommunen Kuldīgas Rajons, i den västra delen av landet, 150 km väster om huvudstaden Riga. Ēdole ligger 44 meter över havet och antalet invånare är 980.
Terrängen runt Ēdole är platt. Runt Ēdole är det glesbefolkat, med 8 invånare per kvadratkilometer. Närmaste större samhälle är Kuldīga, 16,9 km öster om Ēdole. I omgivningarna runt Ēdole växer i huvudsak blandskog.